# Cardiophorus divergens
Cardiophorus divergens là một loài bọ cánh cứng trong họ Elateridae. Loài này được Cobos miêu tả khoa học năm 1983.